# Morelábor
Morelábor – gmina w Hiszpanii, w prowincji Grenada, w Andaluzji, o powierzchni 39,56 km². W 2014 roku gmina liczyła 685 mieszkańców.
Moreda i Laborcillas były dwiema niezależnymi gminami, aż w 1974 r. Połączyły się w jedną o nazwie Morelábor.